# 776

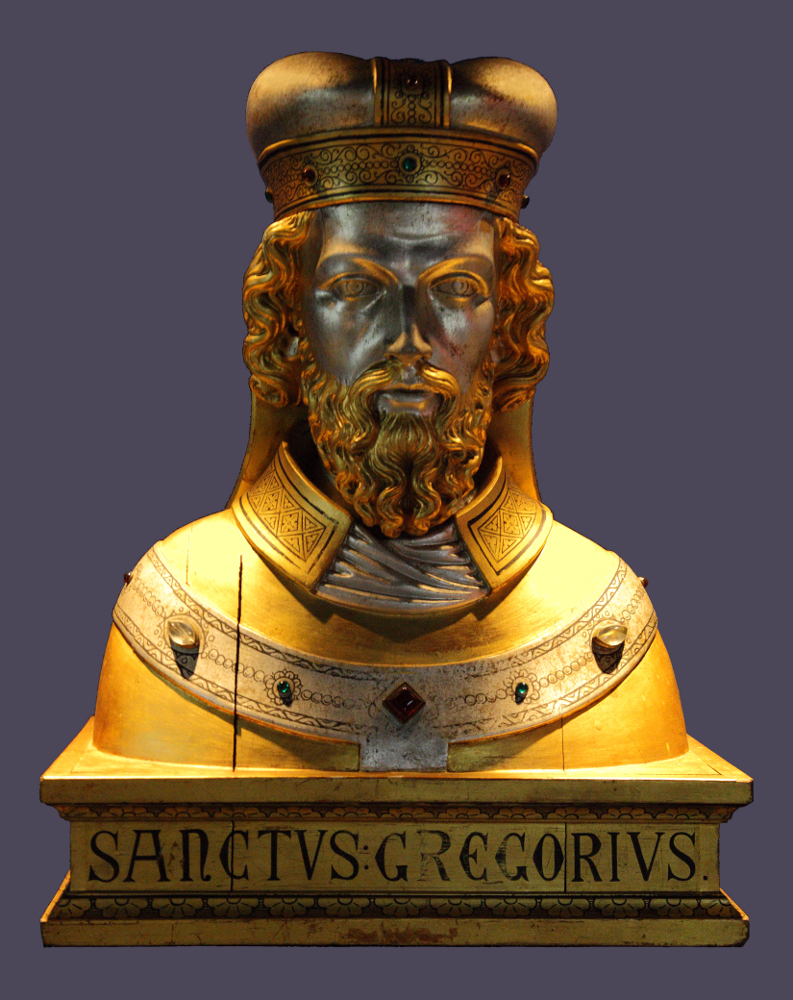
Gregorius van Utrecht (ca. 707-776)

Het jaar 776 is het 76e jaar in de 8e eeuw volgens de christelijke jaartelling.

## Gebeurtenissen

### Byzantijnse Rijk
- Keizer Leo IV onderdrukt een opstand van zijn stiefbroers en laat de samenzweerders verbannen naar Chersonesos op de Krim. Hij benoemt zijn 5-jarige zoon Constantijn VI tot medekeizer van het Byzantijnse Rijk.

### Europa
- Saksenoorlog: De Saksen veroveren verloren gebieden terug tijdens de aanwezigheid van Karel de Grote in Italië. Na de terugkomst van Karel voeren de Franken een tweede strafexpeditie in Noordrijn-Westfalen.
- Karel de Grote laat op het Valkhof in Nijmegen een palts (paleis) bouwen. (waarschijnlijke datum)

### Azië
- De Emishi, inwoners van Tohoku (noordelijk Honshu), nemen het Japanse kasteel Taga in en kunnen daardoor gebieden in het zuiden die ze voordien aan de Japanners hadden verloren weer binnenvallen.

## Geboren
- Luitgarde, echtgenote van Karel de Grote (overleden 800)

## Overleden
- Gregorius van Utrecht (~69), Frankisch abt en heilige